# USS Nautilus (SS-168)
Pour les autres navires du même nom, voir USS Nautilus.
Le USS Nautilus (SS-168) est un sous-marin de classe Narwhal de l'United States Navy, en opération pendant la Seconde Guerre mondiale.

## Histoire du service

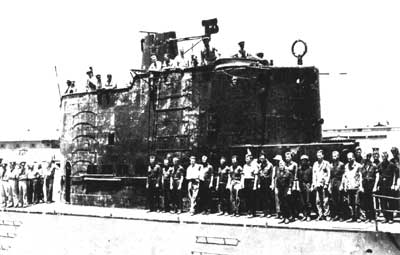
Le USS Nautilus arrivant à Pearl Harbor après le raid sur Makin, en 1942.

Construit au chantier naval de Mare Island, il est mis en service le 1er juillet 1930. Il est mobilisé durant le conflit mondial sur le théâtre Pacifique, participant notamment à la bataille de Midway en 1942. Le Nautilus est désarmé et mis hors service le 25 juin 1945. Il était commandé par le lieutenant Thomas J. Doyle, Jr, qui a reçu la Navy Cross pour ses actions à Midway.
Les membres de l'équipage du Nautilus ont également été décorés de la Presidential Unit Citation.